# Strengberg
Strengberg est une commune autrichienne du district d'Amstetten en Basse-Autriche.

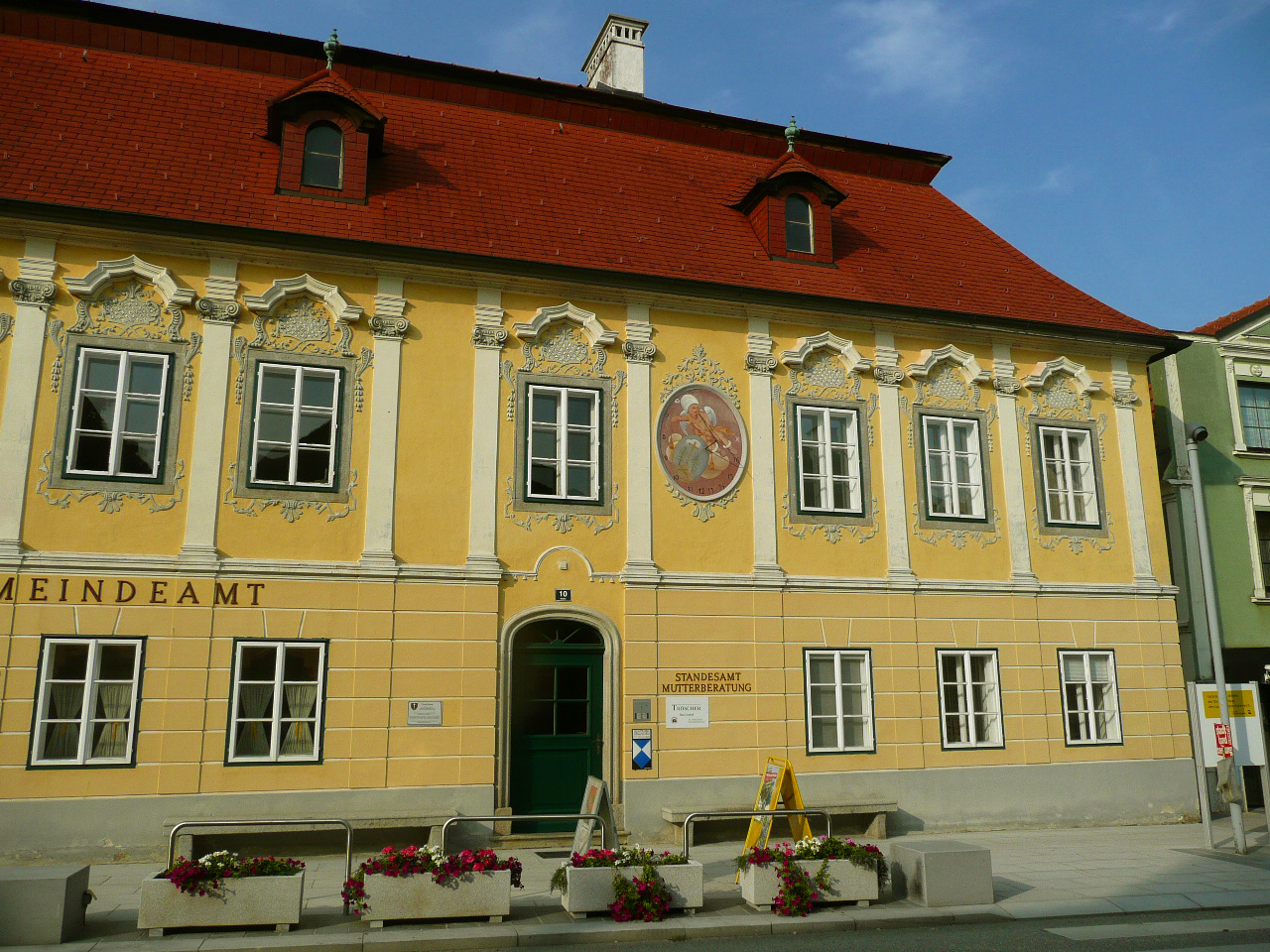
Maison communale

## Histoire
Un monument rappelle le lieu de rencontre des troupes russes et américaines sur la colline de Strengberg le 8 mai 1945. Il fut décidé que la rivière ENNS (10 km environ à l'ouest) formerait la limite naturelle des zones d'occupation.

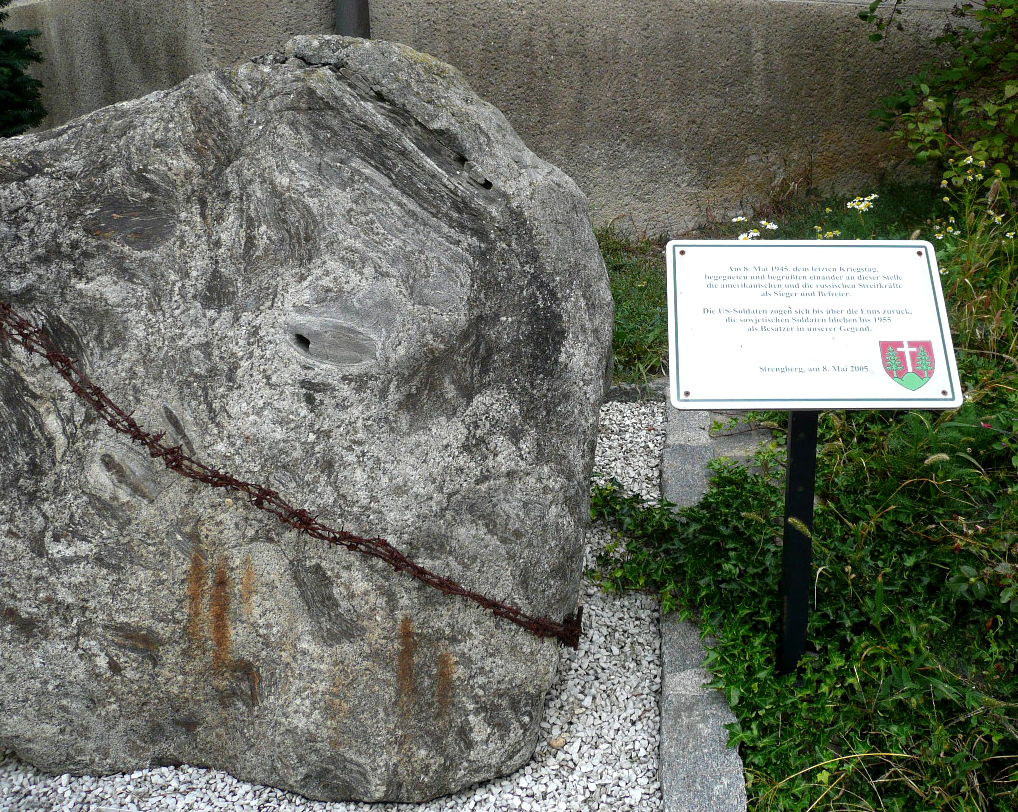
1945-2005